# Електричний збудник

Збудник марки ПН28,5 - 2кВт

Збу́дник (електричний) - джерело електричного струму (як правило, постійного), призначене для живлення обмотки збудження основного генератора. Частіше за все, збудник являє собою звичайний генератор постійного струму, що обертається від одного валу з основним генератором (або з'єднаний з цим валом). Струм, який збудник генерує і подає на основний генератор набагато менший, ніж той, що виробляється основним генератором. Таким чином за допомогою струму збудження легше регулювати струм, що генерується основним потужним генератором.
Завдяки збуднику можна керувати основним генератором (при постійному обертанні його вала сам генератор можна вмикати, вимикати, регулювати його струм), а також регулювати вихідні струми при зміні частоти обертання ротора основного генератора.
Наприклад, на тепловозах, для рушення останнього з місця, тяговий генератор з'єднується з тяговими двигунами, і з'єднується його обмотка збудження зі збудником після чого він починає виробляти струм для тягових двигунів. Якщо треба вимкнути генератор з роботи, збудник просто вимикається і якір тягового генератора обертається, не створюючи великого опору обертання. На тепловозах останніх розробок встановлений індуктивний датчик, що зменшує потужність збудження тягового генератора для полегшення обертання колінчастого валу дизеля, коли тепловоз іде нагору.